# フランス陸軍
フランス陸軍（フランス語：Armée de Terre française）は、フランスの陸軍である。

## 歴史

### 出自
最初の国家財政の裏付けのある常備軍としてのフランス軍は、シャルル7世（1403～1461）治下まで遡る。組織としての連続性を考えると、1789年のフランス革命からが適当であると考えられる。この革命により貴族と傭兵を主体とする封建的軍としての歴史が終焉を迎え、組織的な近代国民軍が誕生した。

### ナポレオン戦争
革命直後のフランスは周辺諸国から軒並み敵視され非常に危うい状態であった。この中で頭角を現したのがナポレオンである。彼とその参謀の手によりフランス陸軍は近代陸軍の編制をほぼ完成させた。師団や軍団といった軍隊の組織編制はこのフランス陸軍をその源流としている。ナポレオンを第一統領に戴いて以降のフランスは後世ナポレオン戦争と呼ばれる一連の軍事行動を行った。この戦争でフランスは砲兵と騎兵の効果的運用を行って戦争の勝利を手にした。結局多くのフランス人の血を犠牲にしてフランスは敗北を喫し王政が復活するが、革命によって出来上がった軍隊組織はフランスに根付き、欧州や欧州に倣った新興国（ラテンアメリカ諸国、チュニジア、江戸幕府など）でもフランス式の軍事編成を採用するようになった。

### 19世紀
ナポレオン戦争によりフランスは成年男子が減少したため、フランス陸軍は外人部隊を創設するに至った。
この世紀間は、アジア・アフリカにおいて植民地獲得競争の尖兵として各地に出兵していた。特に、アルジェリア、メキシコ、チュニジア、モロッコ、西アフリカ、マダガスカル及びインドシナにおいてフランス陸軍は幾多の戦火を潜ったのであった。
ナポレオン以降の大きな試練として普仏戦争があり、フランス陸軍はプロイセン軍に敗北した後に、パリ・コミューンの鎮圧を行った。
第三共和政下のフランス陸軍は国内保守派（王党派やボナパルト派など）の牙城であり、政治に対する介入を仄めかすこともあったが、ブーランジェ将軍事件と、ドレフュス事件により軍の威信が低下したことを境に文民政府の統制が確立した。

### 20世紀
第一次世界大戦はフランス陸軍にとって初めての総力戦となり、西部戦線においては未曽有の損害がもたらされた。開戦当初、フランス陸軍は1,300,000名の人員を擁していたが、戦争中は最大8,300,000名まで拡大され（内300,000名は植民地からの動員）1,400,000名が死亡した。第一次世界大戦のあまりの損失により、戦間期には国民全体に厭戦気分が蔓延し、陸軍の装備や戦術の進歩は足踏み状態だった代わりにマジノ線が建造された。
しかし、ナチス・ドイツのポーランド侵攻により第二次世界大戦が勃発。速やかに動員体制に移行、しかし当初はまやかし戦争による小競り合いが続いた状況であった。やがてナチス・ドイツのフランス侵攻が遂に現実のものとなり、両軍激突することとなったが独軍の戦車部隊と機械化歩兵、そして航空機による電撃戦の前にほとんどの部隊が脆くも崩される結果となった。
本土に残された部隊は解散されたり、あるいはヴィシー政権軍となった。一部の部隊はイギリスやその植民地に逃れ自由フランス軍を結成。捲土重来を図るべく、北アフリカやシリア等で独・伊軍やヴィシー政権軍と交戦し、フランス国民同士が相打つという悲劇も起きたが、最終的に自由フランス軍はヴィシー派から主導権を奪った。その後、ノルマンディー上陸作戦に参加、祖国解放の時が来たのである。また、南仏からも上陸を開始、パリをはじめフランスの諸都市は次々と独占領軍の手から解放され、ドイツ本土への進攻作戦が待っていた。
大戦後、第一次インドシナ戦争・アルジェリア戦争と、植民地での独立闘争との戦いを余儀なくされ、それぞれ敗北する結果となった。特に、1958年のアルジェ動乱においてはアルジェリア駐留軍の将軍達が、ド・ゴールを支持、更に駐留軍所属の落下傘連隊がクーデターを宣言してコルシカ島に航空機で侵攻、同地を占領しフランス本土に脅威を与えた。
混乱を収拾するために1958年にド・ゴールが大統領に就任し第五共和政が成立した。アルジェリア駐留軍は人事刷新をし、駐留軍司令官に強硬派のサラン将軍が就任、断固として叛乱を鎮定する体制となった。しかし、世界情勢の変化や世論に押されて大統領と駐留軍将軍達そしてコロン（入植者）達とは思惑が違い、支持者の筆頭格であったマシュ将軍を解任、結果1961年に将軍達の反乱が勃発。これは先進国の陸軍としては特異な現象であった。現地駐留軍による叛乱のみならずフランス本土にも戦火が飛び火しかねない事態になった。
この混乱は最終的にド・ゴールの意向によりアルジェリア独立が認められたことを機に沈静化に向かうこととなった。この叛乱に参加した部隊は、軒並み見せしめのように解散の措置がとられることとなった。アルジェリア戦争の最中や終結後にも第二次中東戦争やチャド等に出兵し、フランスの海外利権を害する相手との交戦は常に辞さない構えであった。アルジェリア戦争において、フランス陸軍は秘密裏に独立派（FLN）ゲリラを拷問にかけたことが暴露され、国際的な非難を浴び、軍の威信の低下を招いた。
その後、政治的に安定しだした政府・政権と足並みを整えるかのように陸軍も体制・体系を改革しつつ西独正面にあるワルシャワ条約機構軍と対峙するが、時には1968年に発生した五月革命の鎮圧に陸軍が投入（これにはかつてド・ゴール将軍に解任されたマシュ将軍による現体制支持があったとされる）されることもあった。
20世紀後半には湾岸戦争（ダゲ師団）や旧アフリカ植民地諸国にも派兵され、やがて冷戦の終結とともに陸軍の大改革（大規模縮小と徴兵制から志願制への移行、各機関の統合）を実行する。

### 21世紀
1990年代を通じて陸軍のプロフェッショナル化のための改革が行われ、1996年では人員236,000名（含、徴収兵130,000～140,000名）であったものが1999年には人員186,000名（含、徴収兵70,000名）まで縮小され、129個の連隊のうち38個の連隊が1997年から1999年の間に廃止された。フランス大革命以来の伝統を有する徴兵制度も2001年に廃止された。これら20世紀末の大改革に伴い、軍団制、師団制の廃止と旅団制への移行が完了し、EUの中核国としての存在と立場をアピールしつつ、戦備の充実を図っていたが、2009年に第2後方支援旅団が、2010年に砲兵旅団および工兵旅団が、2015年に第1機械化歩兵旅団が、そして翌2016年に第3機械化歩兵旅団がそれぞれ解隊された。同年に行われた陸軍再編で、第7機甲旅団、第9海兵軽機甲旅団、第27山岳歩兵旅団およびフランス・ドイツ合同旅団をもって第1機甲師団に、第2機甲旅団、6軽機甲旅団および第11落下傘旅団をもって第3機甲師団にそれぞれ再編され、師団制が復活した。

## 組織
2018年現在、現役兵約117,000人、文民28,500人、予備役15,750人が所属。フランス陸軍はEU内で最大の陸軍であり、NATO内においてもアメリカ・トルコに次ぐ第3位の規模を持っている。フランス陸軍の人員は、1997年の議会での決定を経て2001年より徴兵制が廃止され現在では全員が志願である。フランス陸軍は国防規則に基づき7つに区分されている。
- 陸軍参謀本部（EMAT）
- 陸軍監察官
- 陸軍人事局（DRHAT）
- 実施部隊
- 陸軍管区
- 役務
- 幕僚教育及び高等軍事教育

これら総ての部隊・機関は陸軍参謀総長（CEMAT）の指揮下におかれる。

### 実施部隊
- 陸上戦力司令部（CFT）
  - フランス緊急対応軍団司令部（CRR-FR、北大西洋条約機構や欧州連合のフランスが分担する高即応部隊(HRF)などの軍団級司令部機関）　在ノール県リール
  - 第1機甲師団　在ドゥー県ブザンソン
    - 第7機甲旅団　在ドゥー県ブザンソン
    - 第9海兵軽機甲旅団　在ヴィエンヌ県ポワチエ
    - 第27山岳歩兵旅団　在イゼール県ヴァルス＝アリエール＝エ＝リセ
    - フランス・ドイツ合同旅団（国際共同部隊）　在ドイツ連邦共和国ミュルハイム（ドイツ語版）
    - 第1砲兵連隊 在テリトワール＝ド＝ベルフォール県Bourogne
    - 第19工兵連隊 在ドゥー県ブザンソン
    - 第132歩兵大隊在マルヌ県Suippes

  - 第3機甲師団　在ブーシュ＝デュ＝ローヌ県マルセイユ
    - 第2機甲旅団　在ロワレ県オルレアン
    - 第6軽機甲旅団　在ガール県ニーム
    - 第11落下傘旅団　在オート＝ガロンヌ県バルマ
    - 第2竜騎兵連隊在メーヌ＝エ＝ロワール県フォントヴロー＝ラベ
    - 第31工兵連隊在タルヌ＝エ＝ガロンヌ県カステルサラザン
    - 第54砲兵連隊在ヴァール県トゥーロン

  - 兵站コマンド　在ノール県リール
    - 輜重連隊4個（第121、503、511、516）
    - 第519海上輸送群
    - 衛生連隊
    - 第24歩兵連隊

  - 特殊作戦旅団　在ピレネー＝アトランティック県ポー
  - 情報通信システムズコマンド　在イル＝エ＝ヴィレーヌ県Cesson-Sévigné
  - 情報コマンド　在バ＝ラン県ストラスブール
  - 部隊整備コマンド 在イヴリーヌ県ヴェルサイユおよびノール県リール
    - 補給連隊6個（第2、3、4、6、7、8）

  - 軽航空コマンド 在イヴリーヌ県ヴェリジー＝ヴィラクブレー
    - 第4戦闘航空旅団　在ピュイ＝ド＝ドーム県クレルモン＝フェラン
      - 第1戦闘ヘリコプター連隊　在モゼル県ファルスブール
      - 第3戦闘ヘリコプター連隊　在ムーズ県エタン
      - 第5戦闘ヘリコプター連隊　在ピレネー＝アトランティック県ポー

    - 第9航空機動支援大隊 在タルヌ＝エ＝ガロンヌ県モントーバン
- 陸軍装備保守管理隊（DCMAT）　在イヴリーヌ県ストリ

### 学校教育機関
陸軍訓練本部（CoFAT）は解体され、2009年以降は陸軍人事局の下で初級軍事教育については国防リセ（リセの一種）の第一学年および第二学年で基礎教育を施し陸軍編成の基盤を構成している。
- 陸軍戦略教義センター（le Centre de Doctrine d'Emploi des Forces、CDEF）

### その他の部隊
- 参謀本部直轄部隊
  - 第7輜重大隊（輸送兵站） - ブザンソン駐屯地（ドゥー県）
  - 第15輜重大隊（輸送兵站） - リモージュ駐屯地（オート＝ヴィエンヌ県）
  - 第22海兵歩兵大隊（海兵隊：軽歩兵） - ナント駐屯地（ロワール＝アトランティック県）
  - 第72海兵歩兵大隊（海兵隊：軽歩兵） - マルセイユ駐屯地（ブーシュ＝デュ＝ローヌ県）
- 教育部隊
  - 第1アフリカ猟兵連隊（教育機甲騎兵:装軌戦車）　在ヴァール県ヴァール県
  - 第4外人連隊（外人部隊：教育）　在オード県カステルノーダリ
  - 第17砲兵群（教育砲兵）　在ランド県ビスカロッス
  - 第132歩兵大隊（軍用犬教育歩兵）　在マルヌ県シュイップ
- 陸軍参謀本部支援部隊
  - 第22歩兵大隊（厚生歩兵：南東地域担当）　在ローヌ県リヨン
  - 第57歩兵大隊（厚生歩兵：南西地域担当）　在ジロンド県ボルドー
  - 第526輜重大隊（厚生兵站：イル＝ド＝フランス地域圏担当）　在イヴリーヌ県サン＝ジェルマン＝アン＝レー
  - 第4驃騎兵群（厚生機甲騎兵：北東地域担当）　在モゼル県メス
  - 第16砲兵群（厚生砲兵：北西地域担当）　在イル＝エ＝ヴィレーヌ県レンヌ
  - 第1外人連隊（外人部隊：管理）　在ブーシュ＝デュ＝ローヌ県オーバーニュ
- 通信部隊
  - 第8通信連隊（基地データ通信）
  - 第43通信大隊（基地通信）　在ロワレ県オルレアン
  - 第785電子戦中隊（電子戦通信）　在ロワレ県オルレアン
- パリ消防旅団

### 海外駐留部隊
- フランス領ギアナ駐屯フランス軍（FAG、統合軍）
  - 第3外人歩兵連隊（外人部隊：軽歩兵）　在フランス領ギアナクールー
  - 第9海兵歩兵連隊（海兵隊：軽歩兵）　在フランス領ギアナカイエンヌ
- アンティル諸島駐屯フランス軍（FAA、統合軍）
  - 第33海兵歩兵連隊（海兵隊：軽歩兵）　在マルティニーク
  - 第41海兵歩兵大隊（海兵隊：軽歩兵） - 在グアドループ
- 南インド洋管区フランス軍（FAZSOI、統合軍）
  - マヨット外人部隊分遣隊（外人部隊：軽歩兵）　在マヨット
  - 第2海兵歩兵落下傘連隊（空挺海兵隊）　在レユニオン
- フランス領ポリネシア駐屯フランス軍（FAPF、統合軍）
  - 太平洋ポリネシア海兵歩兵連隊（海兵隊：軽歩兵）　在タヒチ島パペーテ
- ニューカレドニア駐屯フランス軍（FANC、統合軍）
  - 太平洋ニューカレドニア海兵歩兵連隊（海兵隊：装輪）　在ニューカレドニアヌメア
- ジブチ駐留フランス軍（FFDJ、統合軍）
  - 第5海外混成連隊（海兵隊：装輪）　在ジブチ共和国ジブチ市
  - 第13外人准旅団（外人部隊：装輪）　在ジブチ共和国ジブチ市
- ガボン駐留フランス軍（FFG。統合軍）
  - 第6海兵歩兵大隊（海兵隊：装輪）　在ガボン共和国リーブルヴィル
- カーボベルデ駐留フランス軍（FFCV、統合軍）
  - 第23海兵歩兵大隊（海兵隊：装輪）　在セネガル共和国ダカール

### 四軍横断機関
- 特殊作戦司令部（Commandement des opérations spéciales、COS）
- 国防史編纂部（Service historique de la défense、SHD）
- 衛生部（Service de santé des armées、SSA）
- 燃料部（Service des essences des armées、SEA）
- 統合情報システムネットワーク局（Direction interarmées des réseaux d'infrastructure et des systèmes d'information、DIRISI）

### 陸軍管区
陸軍管区司令部（Le commandement de région Terre）の下で5つに区割りされ、管区は平時における駐留部隊向けの訓練機関として機能する。
- 北東陸軍管区（RTNE） - 司令部、メス
- 南東陸軍管区（RTSE） - 司令部、リヨン
- 北西陸軍管区（RTNO） - 司令部、レンヌ
- 南西陸軍管区（RTSO） - 司令部、ボルドー
- イル＝ド＝フランス陸軍管区（RTIDF） - 司令部、パリ

## 兵科
- 外人部隊（Légion étrangère）
- 海兵科（Troupes de marine）
- 歩兵科（Infanterie）
- 機甲騎兵科（Arme blindée cavalerie、ABC）
- 工兵科（Génie militaire）
- 山岳猟兵科（アルペン猟兵; Chasseurs alpins）
- 補給科（Matériel）
- 輜重科（Train）
- 通信科（Transmissions）
- 陸軍憲兵科（Commissariat de l'armée de terre, CLAT）
  - 空挺部隊を管理する兵科横断的な落下傘兵課が中央機構に存在する。

## 階級
フランス陸軍の階級はフランス陸軍の階級一覧を参照

## 装備
フランス陸軍の装備品はフランス陸軍の装備品一覧を参照